# Thomas Nosari
Thomas Nosari (* 30. September 1981) ist ein französischer Radrennfahrer.
Thomas Nosari wurde 2003 Etappendritter bei der fünften Etappe des Circuit des Ardennes in Charleville-Mézières. In der Saison 2005 wurde er auch einmal Etappendritter bei der Tour de Namur. 2008 gewann Nosari die zweite und dritte Etappe der Tour de la Pharmacie Centrale, wurde zweimal Etappendritter und entschied auch die Gesamtwertung für sich.

## Erfolge
2008
- Gesamtwertung und zwei Etappen Tour de la Pharmacie Centrale